# (9164) Colbert
(9164) Colbert (1987 SQ) – planetoida z grupy pasa głównego asteroid okrążająca Słońce w ciągu 5,66 lat w średniej odległości 3,18 j.a. Odkryta 19 września 1987 roku.